# Manuel Andros Flores
Manuel Andros Flores (Valle de Colchagua, Región del Libertador Bernardo O'Higgins,1 de abril del 1957) es un poeta chileno, que se destaca por su participación en diversos proyectos como las Tertulias Literarias, que tienen como fin incentivar y difundir la lectura. Actualmente es el director de la Sociedad de Escritores de Chile (SECH) durante el periodo 2018-2020.

## Biografía
Cursó la enseñanza media en el Internado Nacional Barros Arana. Profesor de Lenguaje y Magíster en Filosofía Política en la Universidad de Santiago de Chile. Estudios de Cine con Kerry Oñate y Cristián Sánchez. Estudios de Teatro con Pury Durante. Estudios de Televisión en la USACH.
Durante las décadas de los setenta y ochenta realizó talleres de literatura con Carlos Ruiz-Tagle (1977), Isabel Edwards (1978), Paz Molina (1981), Manuel Peña Muñoz (1988) y Cecilia Beuchat (1992).
Entre los años 1992 y 1993 fue entrevistador de televisión para un canal comunitario en Buenos Aires , entrevistando entre otros a Alejandro Jodorowsky, María Kodama, Jon Juaristi y Luis Rosales.
En el año 2001 participó en una mítica acción de arte, que traspasó fronteras, leyendo poemas a los monos papiones del zoológico de Santiago, encerrado en una jaula junto a los poetas Raúl Zurita, Guillermo García, Leonel Lienlaf, Amante Eledín Parraguez, David Turkeltaub y Jorge del Río.
En el año 2004 es invitado por Jaime Oddo y Ximena Narea a participar en un homenaje a Neruda, producido por el proyecto “Heterogénesis” en Suecia.
Forma parte del P.E.N. Chile y el año 2017 asume como vicepresidente de este. Esta es la única sociedad mundial de escritores que fue fundada en Londres el año 1921 y nace en Chile a fines de la década del 30. P.E.N. se refiere a “poetas, ensayistas, novelistas”, aunque actualmente se amplió a “Poetas, dramaturgos, editores, ensayistas, novelistas”.
Desde el 2008 mientras trabajaba como gestor cultural, y con el objetivo de difundir la poesía, realiza las Tertulias Literarias junto a la cantante Cecilia Almarza. Ese proyecto se mantuvo de manera itinerante hasta que en 2015 se les abrió las puertas en el Centro Cultural España donde se mantiene hasta hoy[¿cuándo?].
Recientemente[¿cuándo?] ha realizado ciclos de lectura de poetas migrantes en la SECH y está a cargo de las Lectura Poéticas de la Feria del Libro Usado de la Universidad Mayor.
Asumió como director de la SECH para el período 2018-2020.
Es soltero y no tiene hijos (oficialmente).

## Influencias
Tiene influencias de Julio Verne y Vicente Huidobro. Admirador desde muy joven de los dadaístas y surrealistas.

## Obras
- 1986- Imaginaria I, poesía. Ediciones Imaginaria.( en coautoría con Paz Molina)
- 1987- Imaginaria II, poesía. Ediciones Imaginaria.(en coautoría con Paz Molina)
- 1991 – Paisajes Aerodinámicos de Urano, poesía. Editora Génesis Ltda. 1991.
- 1993 – Cibernepoética, poesía. Autoedición Buenos Aires, Argentina.
- 2002 – Poemas del príncipe, poesía. Acapulco Ediciones. 2002.
- 2015 – Y por favor, tengamos sexo, poesía. Pequeño Dios editores. 2015.